# Pavoraja nitida
Pavoraja nitida (лат.) — вид хрящевых рыб рода семейства Arhynchobatidae отряда скатообразных. Обитают в умеренных водах Индо-тихоокеанской области между 32° ю. ш. и 44° ю. ш. Встречаются на глубине до 450 м. Их крупные, уплощённые грудные плавники образуют округлый диск со треугольным рылом. Максимальная зарегистрированная длина 36,8 см. Откладывают яйца. Не являются объектом целевого промысла.

## Таксономия
Впервые новый вид был научно описан в 1880 году как Raja nitida. Видовой эпитет происходит от слова лат. nitidus. — «яркий». Голотип представляет собой самца длиной 20,9 см, пойманного в водах Нового Южного Уэльса.

## Ареал
Эти скаты являются эндемиками юго-восточного побережья Австралии. Встречаются на континентальном шельфе и в верхней части материкового склона на глубине от 75 до 450 м.

## Описание
Широкие и плоские грудные плавники этих скатов образуют ромбический диск с широким треугольным рылом и закруглёнными краями. На вентральной стороне диска расположены 5 жаберных щелей, ноздри и рот. Хвост длиннее диска. На хвосте имеются латеральные складки. У этих скатов 2 редуцированных спинных плавника и редуцированный хвостовой плавник.
Максимальная зарегистрированная длина 36,8 см.

## Биология
Эти скаты откладывают яйца, заключённые в роговую капсулу с «рожками» по углам. Длина капсулы 5,7 см, а ширина 3,8—4,4 см. Самцы достигают половой зрелости при длине 30,7 см.

## Взаимодействие с человеком
Эти скаты не являются объектом целевого лова. Попадаются в качестве прилова. Ежегодный улов этого вида в 2000—2006 годах оценивается в 70 тонн. Международный союз охраны природы оценил охранный статус вида как «Вызывающий наименьшие опасения».